# Японская группа
«Японская группа» (греч. Ὀμάς Ἰαπώνων) — неофициальное название политической группы в Парламенте Греции в 1906—1908 годах.

## Название
Группа была сформирована в июне 1906 года после парламентских выборов того же года. Неофициальное название ей дал журналист Власис Гаврилидис в своей статье в газете «Акрополь» от 10(23) февраля 1907 года, где он сравнил их порыв с упорством японских солдат во время русско-японской войны.

## Члены
Членами группы были:
- Стефанос Драгумис, депутат от префектуры Аттики и Беотии, партия Харилаоса Трикуписа.
- Димитриос Гунарис, независимый депутат от Ахеи, первоначально баллотировался от партии Георгиоса Теотокиса.
- Петрос Протопападакис, депутат от Киклад, партия Теодороса Дилиянниса.
- Хараламбос Возикис, независимый депутат от Кинурии, первоначально баллотировался от партий Дилиянниса и Александроса Заимиса.
- Апостолос Александрис, независимый депутат от префектуры Кардица, был впервые избран в 1906 году.
- Эммануил Репулис, депутат от префектуры Эрмионида, партия Дилиянниса.
- Андреас Панайотопулос, депутат от Эйялии.

Пожилой Драгумис был почётным руководителем группы, но её настоящей движущей силой был Димитриос Гунарис, молодой юрист, получивший образование во Франции и Германии и находившийся под влиянием социального законодательства Бисмарка. Протопападакис был инженером. На протяжении всей своей политической карьеры он оставался близким соратником Гунариса. Возикис был известен тем, что уже в возрасте 27 лет он был избран в парламент.
В группу входили члены разных партий и политических кругов. Это являлось препятствием на пути создания отдельной политической партии. Однако сами члены «японской группы» никогда не предпринимали серьёзных попыток объединиться в настоящую массовую партию, прежде всего, по причине нежелания Гунариса взять на себя роль лидера.

## Цели
Главной заботой «японцев» был политический кризис в Греции, который привёл к банкротству государства в 1893 году, поражению в греко-турецкой войне 1897 года и введению впоследствии международного финансового контроля. «Японцы» критиковали политический класс и бесполезное чередование партий. Они предлагали радикальные программы модернизации и придерживались антиэлитистской и антикоррупционной риторики, направленной на защиту моральных ценностей.

## Прекращение деятельности
Группа прекратила своё существование, когда в июне 1908 года премьер-министр Георгиос Теотокис предложил правительственные посты Гунарису, Протопападакису и Репулису, в результате чего первые два согласились. Гунарис стал министром финансов, но в связи с жёсткой критикой от своих бывших соратников во время обсуждения бюджета он подал в отставку.
Несмотря на то, что «японская группа» не достигла своих целей, тем не менее, она стала предвестником политической реформы, последовавшей после восстания в Афинах в 1909 году и прихода к власти Элефтериоса Венизелоса.